# Naso lopezi
A Naso lopezi a sugarasúszójú halak (Actinopterygii) osztályának sügéralakúak (Perciformes) rendjébe, ezen belül a doktorhalfélék (Acanthuridae) családjába tartozó faj.

## Előfordulása
A Naso lopezi a Csendes-óceán nyugati felén fordul elő. Elterjedési területe a Japánhoz tartozó Honsú sziget déli része, a Nagy-korallzátony és Új-Kaledónia között van. Továbbá megfigyelték az andamán-tengeri Similan-szigetek és Guam körül is. Újabban pedig Tonga környékén is megjelent.

## Megjelenése
Ez a halfaj legfeljebb 60 centiméter hosszú. A hátúszóján 5 tüske és 27-30 sugár, míg a farok alatti úszóján 2 tüske és 26-30 sugár ül. Nincsen „szarva”. A háti részén és a farokúszójának a felső részén számos fekete petty látható. Az oldalai fehérek. A testalkata hosszúkás.

## Életmódja
Trópusi és tengeri hal, amely a korallzátonyokon él. 20-50 méteres mélységekben lelhető fel. Az erős áramlatok által érintett vízalatti sziklafalakon él. Magányosan vagy kisebb rajokban úszik; néha nagy rajokat is alkothat. Tápláléka a zooplankton.

## Felhasználása
A Naso lopezinak ipari mértékű halászata folyik. A városi akváriumok szívesen tartják.